# Goera diversa
Goera diversa är en nattsländeart som beskrevs av Yang in Yang, Wang och Charles William Leng 1997. Goera diversa ingår i släktet Goera och familjen grusrörsnattsländor. Inga underarter finns listade i Catalogue of Life.

## Bildgalleri

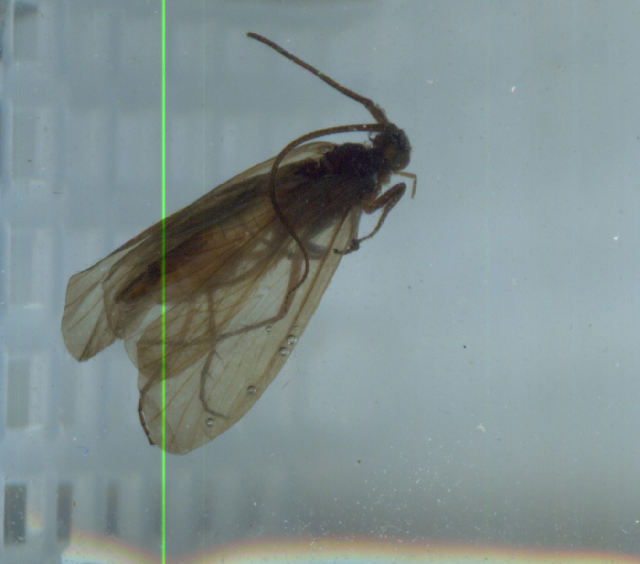